# Somogymeggyes
Somogymeggyes é um município da Hungria, situado no condado de Somogy. Tem 15,65 km² de área e sua população em 2019 foi estimada em 491 habitantes.